# بن مارسدن (بازیکن فوتبال)
بن مارسدن (انگلیسی: Ben Marsden; ۵ مهٔ ۱۸۹۸ – ۱۹۷۱ (۷۲−۷۳ سال)) بازیکن فوتبال بود.
از باشگاه‌هایی که در آن بازی کرده‌است می‌توان به باشگاه فوتبال کویینز پارک رنجرز و باشگاه فوتبال ردینگ اشاره کرد.